# Lazar Mojsov
Lazar Mojsov (in macedone Лазар Мојсов; Negotino, 19 dicembre 1920 – Belgrado, 25 agosto 2011) è stato un politico jugoslavo e macedone.

## Biografia
È stato il decimo Presidente della presidenza della Repubblica Socialista Federale di Jugoslavia, in carica dal maggio 1987 al maggio 1988.
Ha ricoperto il ruolo di 34º Presidente dell'Assemblea generale delle Nazioni Unite dal 1977 al 1978, dirigendo i lavori della trentaduesima Assemblea, dell'ottava speciale, della nona speciale e della decima speciale.
Dall'ottobre 1980 all'ottobre 1981 è stato Presidente della Lega dei Comunisti di Jugoslavia. In tale ruolo è stato preceduto da Josip Broz Tito e succeduto da Dušan Dragosavac.
È stato ambasciatore della Jugoslavia in diversi Paesi: Unione Sovietica, Mongolia, Austria, Guyana e Giamaica.